# Domenty Kulumbegov
Domenty Sardionovich Kulumbegov (en osetio: Хъуылымбегты Сардионы фырт Доменти, (traducción) Quylymbegty Sardiony fyrt Domenti; en georgiano: დომენტი სარდიონის ძე კულუმბეგოვი, (traducción) Domenti Sardionis dze Kulumbegovi; en ruso: Доме́нти Сардио́нович Кулумбе́гов, (traducción) Domentiy Sardionovich Kulumbegov, nacido el 4 de enero de 1955) es el actual Primer ministro de Osetia del Sur desde el 20 de enero de 2014. Mantuvo ese cargo hasta el 2 de abril de 2014.
Nació en Thinala en el distrito de Gori en la Georgia Soviética.